# Ermita de San Roque (Alicante)

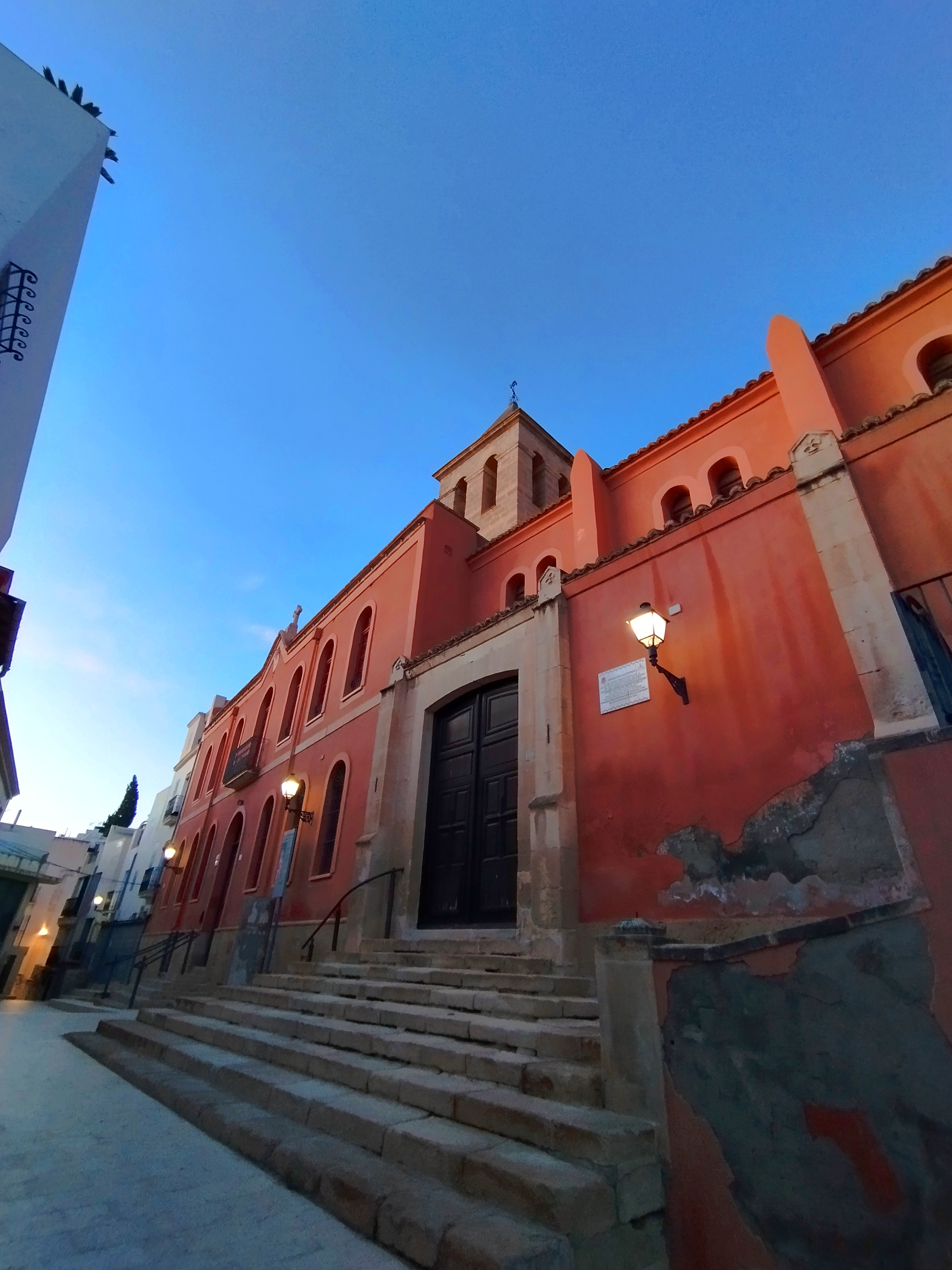
Fachada de la ermita de San Roque

La ermita de San Roque, s. XVI, es un edificio religioso de pequeñas dimensiones que se ubica en el barrio de San Roque, entre la calle del mismo nombre, al sur, y el parque de la Ereta, al norte, en la ciudad de Alicante, España.

## Historia
La ermita es una obra ejecutada por la municipalidad alicantina en 1559 en agradecimiento a san Roque por haberles librado de la peste. En 1869 la bóveda amenaza con venirse abajo por lo que el Ayuntamiento dispone su demolición pero, gracias al piadoso sentimiento y deseo de un gran número de personas, se encarga la reedificación de una nueva ermita. Se nombró una nueva Junta de vecinos que se encargaría de procurar recursos para llevar a cabo la obra y cuidarla. Este nuevo proyecto se encarga al arquitecto alicantino José Guardiola Picó.
De la demolición solamente seis arcos de cantería (siglo XVI) fueron los que permanecieron en pie, los cuales serían reutilizados por Guardiola Picó para la nueva obra. Los seis arcos comunicaban la nave central con las laterales, por lo que la planta actual correspondería con la original. Sin embargo, Picó desmontó parcialmente los arcos fajones y los sobreelevó, así como posteriormente añadiría unos falsos contrafuertes que sobresaldrían en el exterior de las capillas laterales, con el objetivo de dotar al edificio de un estilo neomedieval. Por otro lado, en la fachada oeste, el arquitecto elevó una torre campanario de planta cuadrangular con una puerta abocinada, que hoy está cegada. Se piensa que, originariamente aquí debía localizarse la puerta primitiva de 1559. Guardiola, al adosar la antigua residencia de las Siervas de Jesús y de la Caridad a la ermita, se vio obligado a abrir la puerta que vemos actualmente. Con ello, se perdió la intención de colocar el ábside del templo mirando hacia Jerusalén y su acceso a poniente.
Del cuidado de la ermita se encargan los canteros de Alicante, nuestros antepasados siempre tuvieron mucho interés en la conservación de esta ermita.

## Culto
Desde la construcción del santuario hasta la actualidad, el 16 de agosto de cada año, se ha celebrado una función religiosa en honor a San Roque. Esta fiesta consistía en una misa, sermón y procesión, a la que acudía el Cabildo de la Colegiata, los dos cleros parroquiales y el Ayuntamiento, quien costeaba estos actos anuales. Los alicantinos subían en este día a visitar la ermita, cuyo exterior se iluminaba y las calles se decoraban con banderas, grimpolas y arcos de follaje. Era una gran fiesta que los vecinos celebraban con alegría. El pueblo pasaba las noches en alegres bailes y entonando cantos al son de la bandolas, guitarras y bandurrias, a la vez que en el terrado del santuario sonaban dulzainas que invitaban a todo el mundo a unirse a la fiesta.

## Arquitectura

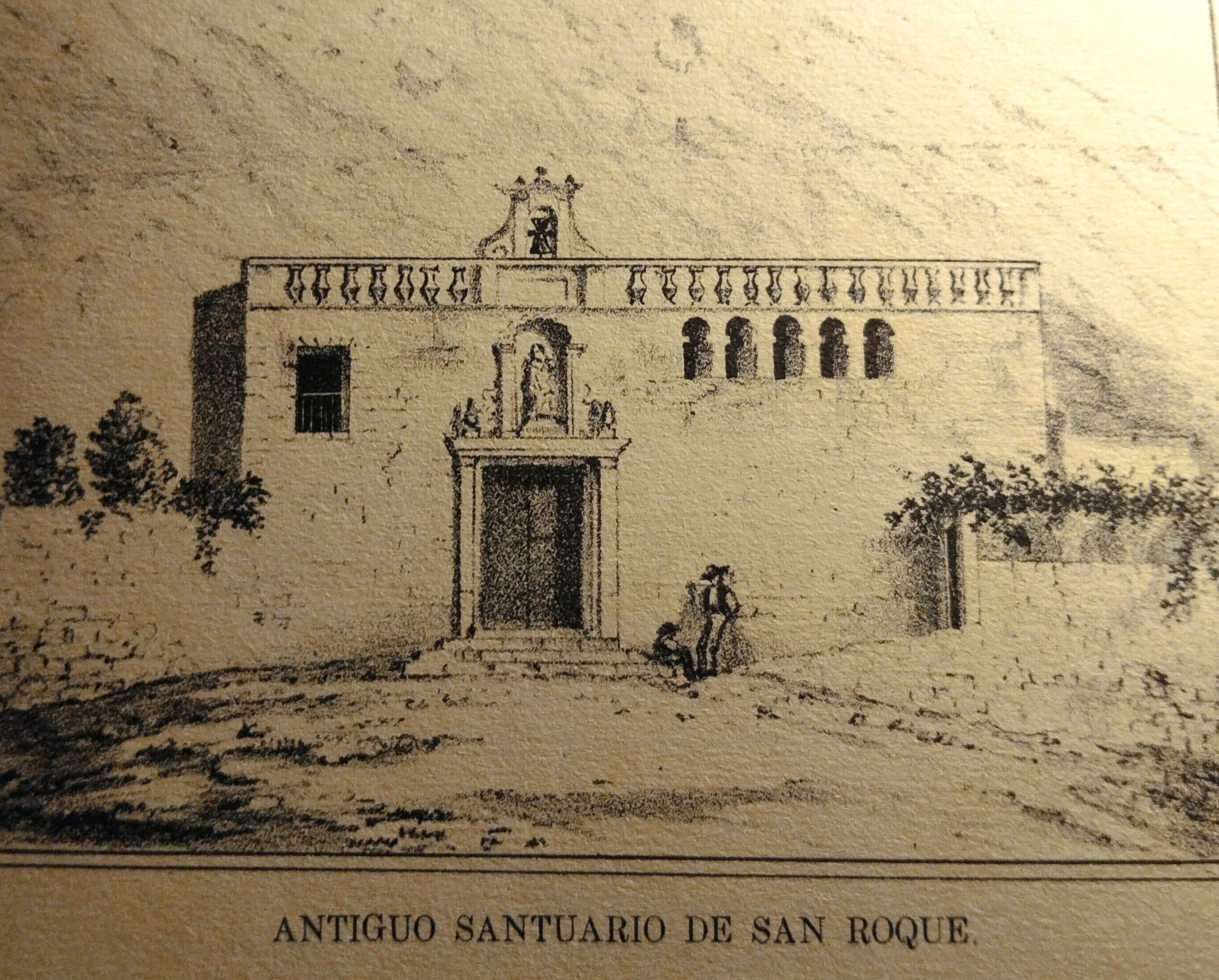

La ermita de San Roque es de reducidas dimensiones. Es de planta basilical con el eje longitudinal orientado en sentido oeste-este. La ermita primitiva presentaría una planta de nave única cubierta por tres bóvedas sostenidas por arcos fajones y cuyos contrafuertes ayudarían a conformar las capillas laterales. El altar mayor lo localizamos al sureste, con una planta semicircular con un diámetro inferior a la anchura de la nave. Las capillas laterales quedan cubiertas por pequeñas bóvedas de cañón y al exterior sobresalen unos falsos contrafuertes que fueron añadidos por Picó para dotar al edificio de un lenguaje neomedieval.

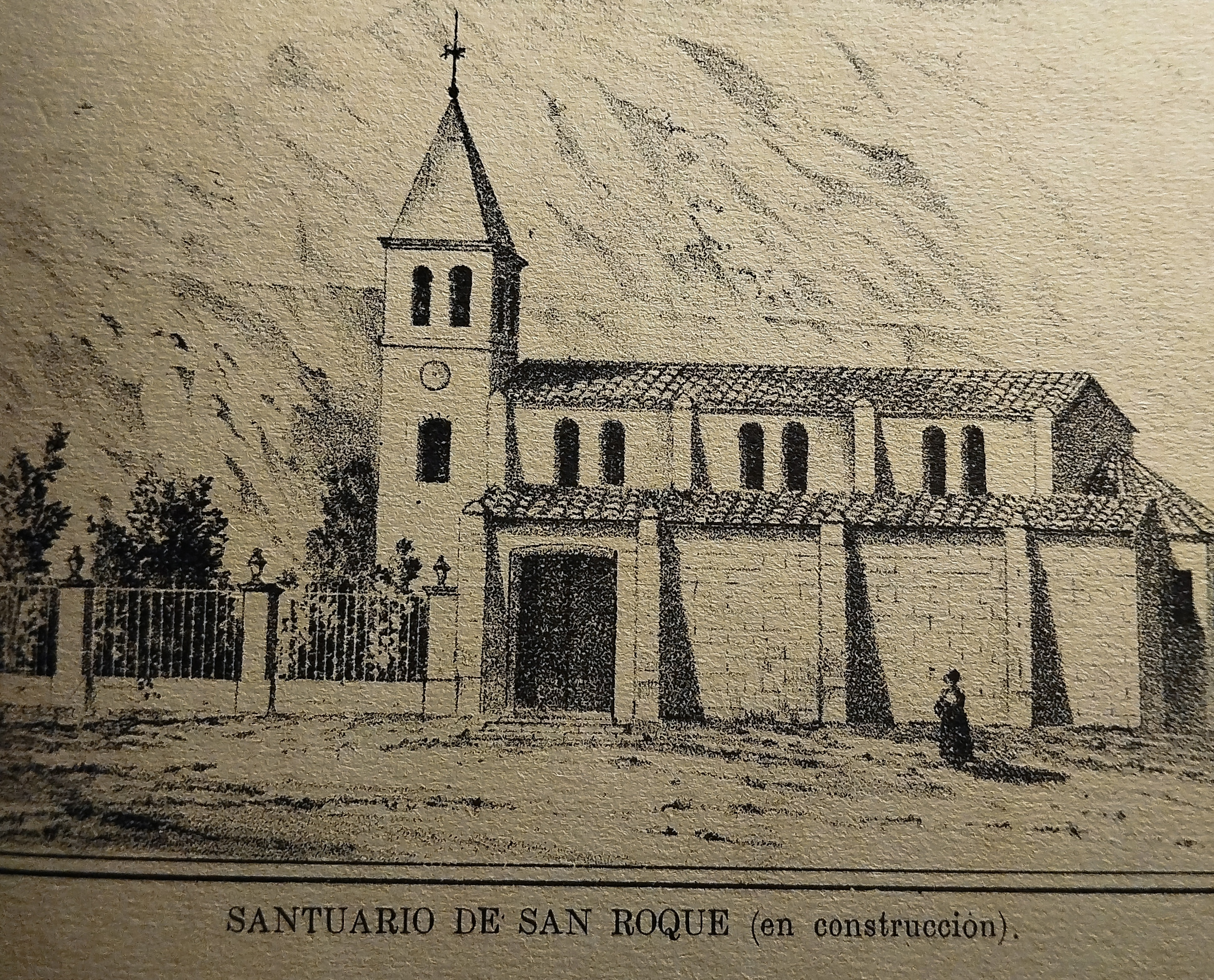

El exterior es modesto. En la fachada primitiva, sobre la puerta de entrada habría una hornacina con una escultura de granito del santo titular. También, en el lado oeste, habría un pequeño jardín con rosas de Borneo, jazmines y otras flores.

La torre campanario está construida con sillería de ladrillo, una técnica constructiva poco frecuente en la arquitectura de la ciudad. En la parte superior se abrirían dos espacios por cada cara a modo de vano y sobre ellos un arco, entre ellos vemos molduras corridas que se repiten en las cuatro caras. La estructura queda rematada con una cubierta piramidal de madera, pero que está revestida por láminas metálicas.

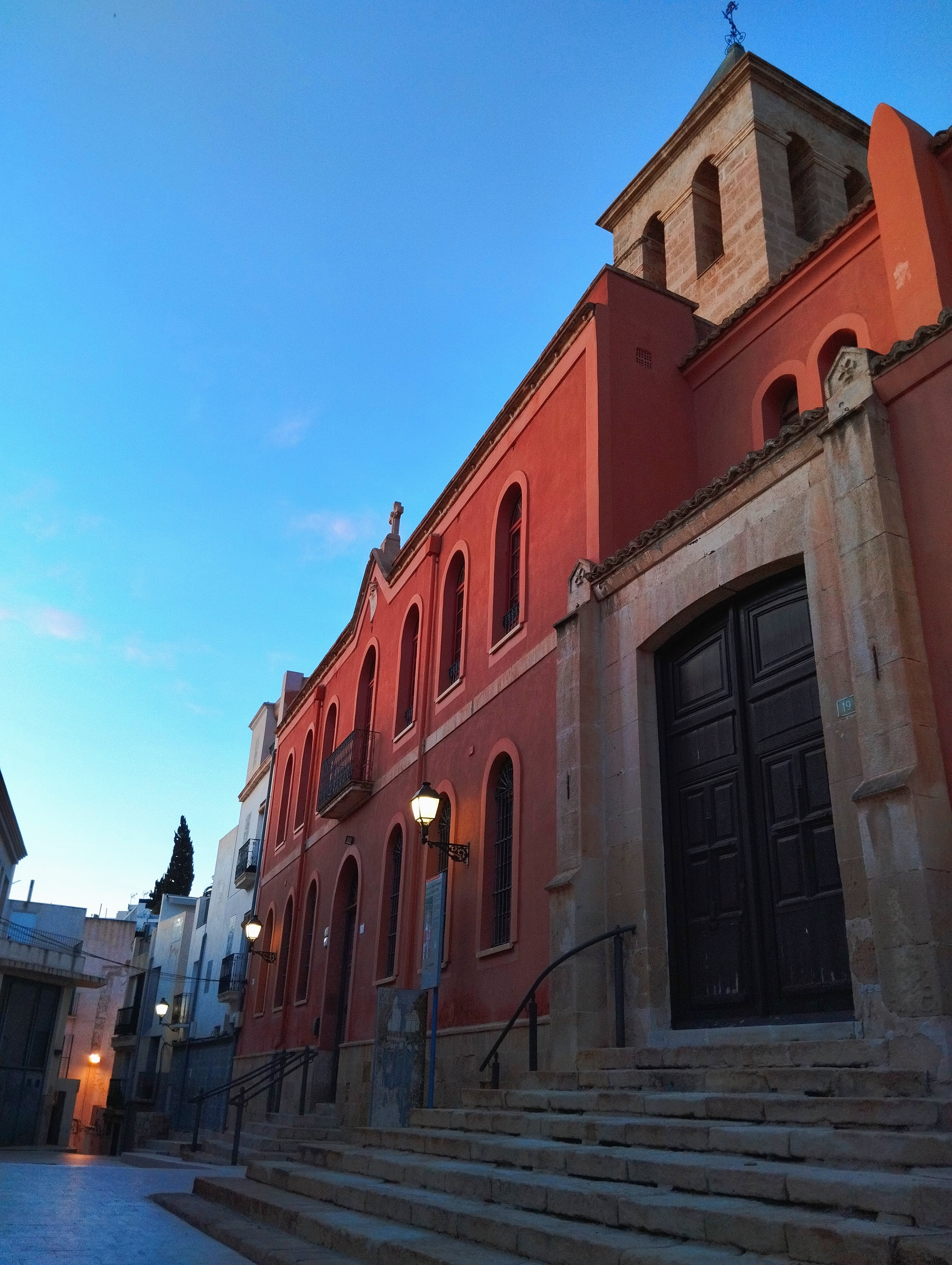
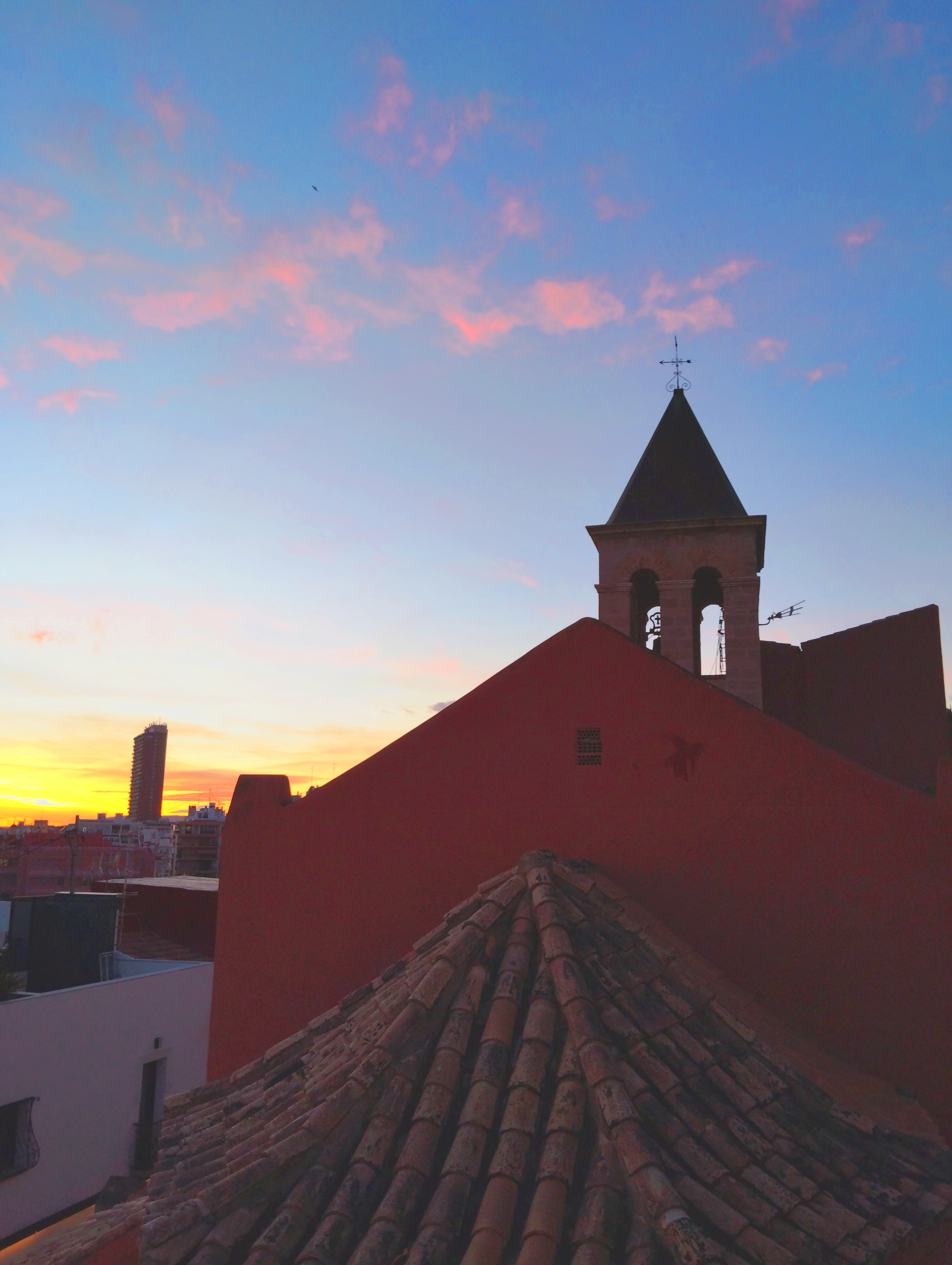
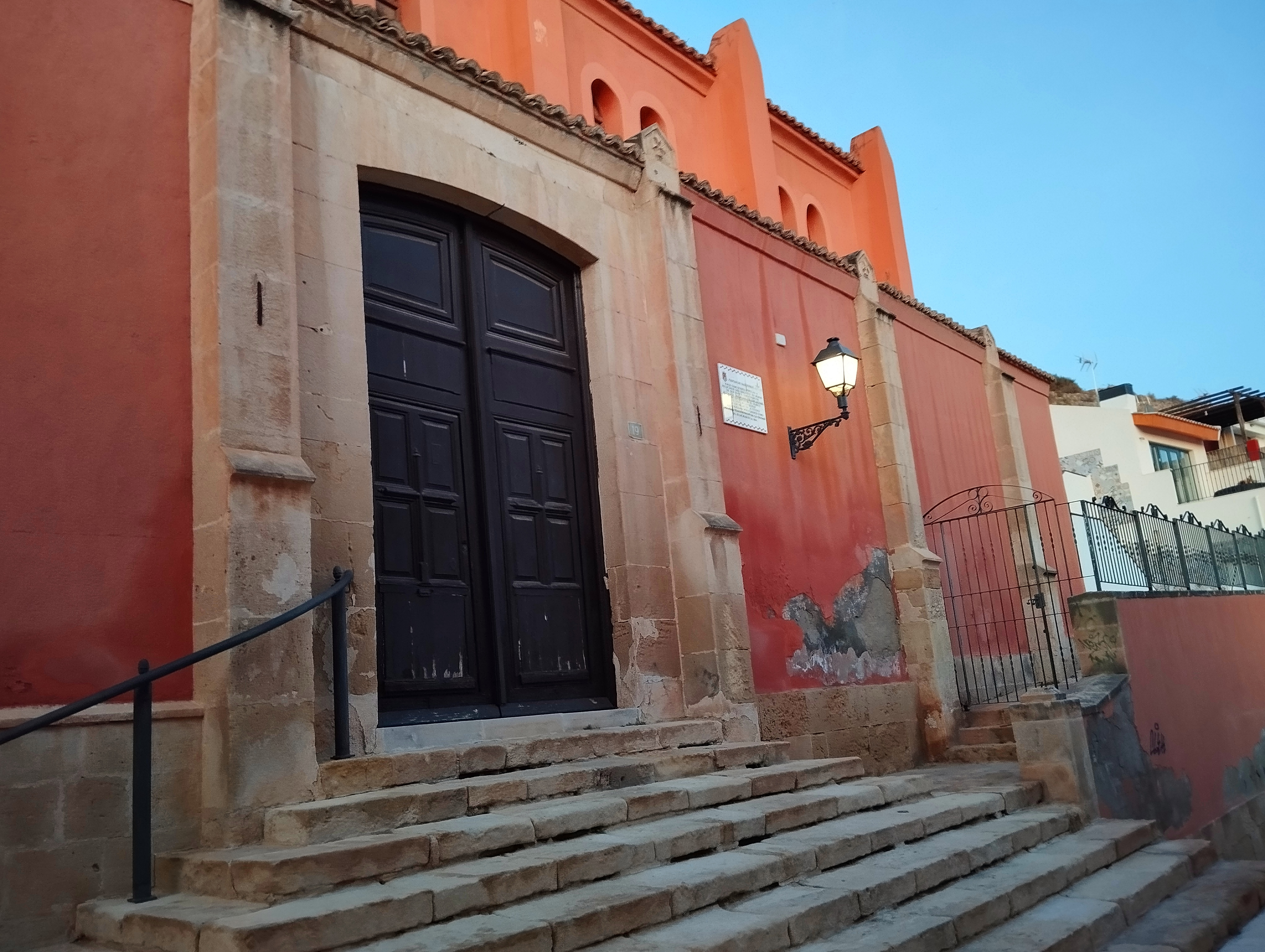